# The Midnight Mail
The Midnight Mail è un cortometraggio muto del 1915 diretto da Warwick Buckland.

## Trama
Una cameriera, fidanzata a un macchinista ferroviario, riesce a fargli dei segnali di modo che possa andare a chiamare i poliziotti per catturare dei ladri.

## Produzione
Il film fu prodotto dalla Hepworth.

## Distribuzione
Distribuito dalla Hepworth, il film - un cortometraggio di 251 metri - uscì nelle sale cinematografiche britanniche nel gennaio 1915.
Si conoscono pochi dati del film che, prodotto dalla Hepworth, fu distrutto nel 1924 dallo stesso produttore, Cecil M. Hepworth. Fallito, in gravissime difficoltà finanziarie, il produttore pensò in questo modo di poter almeno recuperare il nitrato d'argento della pellicola.